# Rio Mariaquã
Rio Mariaquã är ett vattendrag i Brasilien.   Det ligger i delstaten Pará, i den centrala delen av landet, 1 700 km nordväst om huvudstaden Brasília.
I omgivningarna runt Rio Mariaquã växer i huvudsak städsegrön lövskog. Trakten runt Rio Mariaquã är nära nog obefolkad, med mindre än två invånare per kvadratkilometer.